# Körös
Pour la rivière Körös-ér du sud de la Hongrie, voir Kereš.
Pour les articles homonymes, voir Cris (homonymie).
Le Hármas-Körös (« Körös triple »), en roumain : Criş, en allemand : Kreisch, tient son nom du latin Crisola (du grec χρυσός / khrysós, « or », à cause des paillettes d'or charriées depuis le massif du Bihor) est une rivière du bassin du moyen Danube, dans l'est de la Hongrie. Il a une longueur de 91,3 km.

## Géographie
Il est formé par la confluence du Kettős-Körös (en roumain : Crişul Dublu « Körös/Criş double») et du Sebes-Körös (en roumain : Crişul Repede « Körös/Criş rapide ») près de Gyomaendrőd.  
Le Körös se jette dans la Tisza, près de Csongrád. Il a donné son nom à la région de la Crişana.